# Список глав Суринама

Штандарт президента Суринама

Список глав Суринама включает в себя таковых со времени преобразования в 1954 году нидерландской колонии Суринам в составную часть Королевства Нидерландов (), а также глав независимой республики ().
В настоящее время главой государства и правительства является Президент Республики Суринам (нидерл. President van de Republiek Suriname), полномочия которого определены Конституцией, одобренной на состоявшемся 30 сентября 1987 года референдуме, и вступившей в силу через месяц. Национальная ассамблея (нидерл. De Nationale Assemblée) избирает президента и вице-президента на пятилетний срок. В главе XII основного закона установлено, что президент является подотчётным Национальной ассамблее главой государства, председателем Государственного совета и Совета безопасности, ему принадлежит исполнительная власть и верховная власть над вооружёнными силами, он осуществляет руководство внешними отношениями. Президент подписывает законы, назначает и отрешает министров и дипломатический персонал, принимает верительные грамоты иностранных послов, по предложению правительства производит награждение, имеет право помилования (после консультации с постановившим приговор судьёй), с согласия Национальной ассамблеи объявляет войну, а также объявляет и отменяет чрезвычайное положение, заключает иностранные договора.
Применённая в первом столбце таблиц нумерация является условной. Также условным является использование в первых столбцах цветовой заливки, служащей для упрощения восприятия принадлежности лиц к различным политическим силам без необходимости обращения к столбцу, отражающему партийную принадлежность. В столбце «Выборы» отражены состоявшиеся выборные процедуры, сформировавшие состав парламента, избравший  президента или иные основания для получения главой государства полномочий.

## Суринам (в составе Королевства Нидерландов, 1954—1975)
В 1954 году нидерландские колонии, включая Суринам, подписали с метрополией Статут Королевства Нидерландов (нидерл. Statuut voor het Koninkrijk der Nederlanden), рамочную конституцию для федерации, объединяющей обладающие собственными конституциями составные части королевства, одной из которых 15 декабря 1954 года стал Суринам. В нём представителем интересов нидерландского государства являлся губернатор (нидерл. gouverneur van Suriname), не входящий в состав правительства Суринама, но возглавляющий его, являясь агентом Совета министров Королевства Нидерландов.
В мае 1973 года премьер-министром Нидерландов стал Йоханнес Мартен ден Эйл, выступивший за предоставление Суринаму и Нидерландским Антильским островам независимости. Однако Нидерландские Антильские острова предпочли остаться в составе королевства, и переговорный процесс был начат только с Суринамом, где в декабре 1973 года противников независимости сменило стремящееся к ней правительство Национальной партии Суринама. Двухлетние переговоры завершились 25 ноября 1975 года провозглашением Республики Суринам.
|        | Портрет | Имя (годы жизни) | Полномочия      | Полномочия     | Династия                                     | Титул | Пр.               |
| Начало | Портрет | Имя (годы жизни) | Окончание       |                | Династия                                     | Титул | Пр.               |
| ------ | ------- | --- | --------------- | -------------- | -------------------------------------------- | --- | ----------------- |
| 1      |         | Юлиана (1909—2004) нидерл. Juliana урожд. Юлиана Луиза Эмма Мари Вильгельмина ван Оранье-Нассау нидерл. Juliana Louise Emma Marie Wilhelmina van Oranje-Nassau | 15 декабря 1954 | 25 ноября 1975 | Дом Оранье-Нассау нидерл. Huis Oranje-Nassau | Милостью Божией, королева Нидерландов, принцесса Оранская-Нассау и прочая, и прочая, и прочая нидерл. Bij de Gratie Gods, Koningin der Nederlanden, Prinses van Oranje-Nassau, enz., enz., enz. | [ 6 ] [ 7 ] [ 8 ] |

## Республика (с 1975)

Штандарт президента

Переговорный процесс о предоставлении Суринаму независимости был завершён 25 ноября 1975 года провозглашением Республики Суринам (нидерл. Republiek Suriname), её президентом (нидерл. President van de Republiek Suriname) стал последний представлявший интересы нидерландского государства губернатор Йохан Феррир.
Пришедшая к власти в результате совершённого 25 февраля 1980 года военного переворота группа из 16 сержантов объявила о создании Национального военного совета (НВС) во главе с лидером профсоюза военнослужащих Дезире Баутерсе. Правительство Хенка Аррона было обвинено в коррупции и низложено, сам он — арестован; президент Йохан Феррир подал в отставку 13 августа 1980 года. Вплоть до 1987 года, когда на состоявшемся 30 сентября референдуме была одобрена новая конституция и 25 ноября проведены парламентские выборы, НВС контролировал формирование правительства и осуществлял назначение президентов страны; командующие национальной армией (нидерл. Bevelhebber van het Nationaal Leger) трижды на короткое время непосредственно возглавляли государство.
В процессе демократизации Суринама на состоявшемся 30 сентября 1987 года референдуме была одобрена новая Конституция, установившая пост вице-президента (нидерл. Vicepresident van de Republiek Suriname), который отвечает за повседневное руководство правительством, будучи подотчётен в этом возглавляющему исполнительную власть президенту. Национальная ассамблея избирает президента и вице-президента на пятилетний срок.
Проведённые 25 ноября 1987 года выборы принесли победу Фронту за демократию и развитие, объединившему оппозиционные Дезире Баутерсе силы, и позволили 26 января 1988 года возглавить правительство свергнутому им в 1980 году Хенку Аррону. 22 декабря 1990 года Баутерсе подал в отставку с поста командующего национальной армией, завив о нежелании «выполнять приказы клоуна»; 24 декабря исполняющий обязанности командующего Иван Граногст по телефону проинформировал президента и вице-президента об их отстранении (что получило название «телефонного переворота»). После получения от них заявлений об отставке 29 декабря на эти посты были избраны Йоханнес Крааг и Жюль Вейденбос, 31 декабря Баутерсе был восстановлен на посту главнокомандующего.
Избрание действующего президента Хандрикаперсада Сантоки состоялось 13 июля 2020 года путём аккламации на безальтернативной основе, церемония его вступления в должность прошла 16 июля без публики на площади Независимости в Парамарибо из-за пандемии COVID-19.
|            | Портрет         | Имя (годы жизни) | Полномочия             | Полномочия                          | Партия                                                                        | Выборы       | Пр.           |
| Начало     | Портрет         | Имя (годы жизни) | Окончание              |                                     | Партия                                                                        | Выборы       | Пр.           |
| ---------- | --------------- | --- | ---------------------- | ----------------------------------- | ----------------------------------------------------------------------------- | ------------ | ------------- |
| 2          |                 | Йохан Хенри Элиза Феррир (1910—2010) нидерл. Johan Henri Eliza Ferrier                                                | 25 ноября 1975         | 13 августа 1980                     | независимый                                                                   | [ комм. 5 ]  | [ 18 ] [ 19 ] |
| 3 (I)      |                 | Дезире Делано Баутерсе (1945—2024) нидерл. Desiré Delano Bouterse                                                     | 13 августа 1980 (часы) | 13 августа 1980 (часы)              | военный                                                                       | [ комм. 6 ]  | [ 14 ] [ 20 ] |
| 4          |                 | Хендрик Рудолф Чин А Сен (1934—1999) нидерл. Hendrik Rudolf Chin A Sen                                                | 13 августа 1980        | 4 февраля 1982                      | независимый                                                                   | [ комм. 9 ]  | [ 21 ] [ 22 ] |
| 3 (II)     |                 | Дезире Делано Баутерсе (1945—2024) нидерл. Desiré Delano Bouterse                                                     | 4 февраля 1982         | 7 февраля 1982                      | военный                                                                       | [ комм. 6 ]  | [ 14 ] [ 20 ] |
| 5          |                 | Лахмиперсад Фредерик Рамдат Мисир (1926—2004) нидерл. Lachmipersad Frederik Ramdat Misier                             | 7 февраля 1982         | 25 января 1988                      | независимый                                                                   | [ комм. 10 ] | [ 23 ] [ 24 ] |
| 6          |                 | Рамсевак Шанкар (1937—) нидерл. Ramsewak Shankar сарнами रामसेवक शंकर                                                    | 25 января 1988         | 29 декабря 1990                     | Прогрессивная реформаторская партия                                           | 1987         | [ 25 ] [ 26 ] |
| 7          |                 | Иван Франк Граногст (?—?) нидерл. Ivan Frank Graanoogst                                                               | 29 декабря 1990 (часы) | 29 декабря 1990 (часы)              | военный                                                                       | [ комм. 13 ] | [ 27 ] [ 28 ] |
| 8          |                 | Йоханнес Самюел Петрюс Краг (1913—1996) нидерл. Johannes Samuel Petrus Kraag                                          | 29 декабря 1990        | 16 сентября 1991                    | Национальная партия Суринама                                                  | [ комм. 14 ] | [ 29 ] [ 30 ] |
| 9 (I)      |                 | Роналд Рюналдо Венетиан (1936—) нидерл. Ronald Runaldo Venetiaan                                                      | 16 сентября 1991       | 16 сентября 1996                    | Национальная партия Суринама в составе Нового фронта за демократию и развитие | 1991         | [ 31 ] [ 32 ] |
| 10         |                 | Жюль Алберт Вейденбос (1941—) нидерл. Jules Albert Wijdenbosch                                                        | 16 сентября 1996       | 12 августа 2000                     | Национальная демократическая партия                                           | 1996         | [ 33 ] [ 34 ] |
| 9 (II—III) |                 | Роналд Рюналдо Венетиан (1936—) нидерл. Ronald Runaldo Venetiaan                                                      | 12 августа 2000        | 12 августа 2005                     | Национальная партия Суринама в составе Нового фронта за демократию и развитие | 2000         | [ 31 ] [ 32 ] |
| 9 (II—III) | 12 августа 2005 | Роналд Рюналдо Венетиан (1936—) нидерл. Ronald Runaldo Venetiaan                                                      | 12 августа 2010        | 2005                                | Национальная партия Суринама в составе Нового фронта за демократию и развитие |              | [ 31 ] [ 32 ] |
| 3 (III—IV) |                 | Дезире Делано Баутерсе (1945—2024) нидерл. Desiré Delano Bouterse                                                     | 12 августа 2010        | 12 августа 2015                     | Национальная демократическая партия в составе Мегакомбинации                  | 2010         | [ 14 ] [ 20 ] |
| 3 (III—IV) | 12 августа 2015 | Дезире Делано Баутерсе (1945—2024) нидерл. Desiré Delano Bouterse                                                     | 16 июля 2020           | Национальная демократическая партия | 2015                                                                          |              | [ 14 ] [ 20 ] |
| 11         |                 | Хандрикаперсад Сантоки (1959—) нидерл. Chandrikapersad Santokhi сарнами चंद्रिकापेर्साद सांतोखी                                  | 16 июля 2020           | 16 июля 2025                        | Прогрессивная реформаторская партия                                           | 2020         | [ 17 ] [ 35 ] |
| 12         |                 | Дженнифер Гирлингс-Саймонс (1953—) нидерл. Jennifer Geerlings-Simons урожд. Дженнифер Саймонс нидерл. Jennifer Simons | 16 июля 2025           | действующий                         | Национальная демократическая партия                                           | 2025         | [ 36 ] [ 37 ] |